# Gare de Familleureux
La gare de Familleureux est une gare ferroviaire belge de la ligne 117, de Braine-le-Comte à Luttre située à Familleureux, section de la commune de Seneffe dans la province de Hainaut en région wallonne.
C'est une halte voyageurs de la Société nationale des chemins de fer belges (SNCB) desservie par des trains Omnibus (L) et d’Heure de pointe (P).

## Situation ferroviaire
Établie à environ 117 mètres d'altitude, la gare de Familleureux est située au point kilométrique (PK) 11,800 de la ligne 117, de Braine-le-Comte à Luttre, entre les gares de Marche-lez-Écaussinnes et de Manage. 

## Histoire
La ligne 117 Braine-le-Comte - Luttre a été inaugurée en 1843, une gare avait été érigée du côté du village en direction de Manage[réf. souhaitée], elle a été remplacée par une gare de plan type 1881 à sept travées à droite qui fut démolie au début des années 1980 et remplacée par une halte de l'autre côté de la rue. Il s'agissait d'une des premières gares de plan type 1881 faisant partie d'un lot adjugé en juillet 1880 dans la salle d'attente de première classe de la gare de Bruxelles-Nord et comprenant les gares de Familleureux, Godarville, Marchienne-Est et Seneffe.  
En 2009, la commune de Seneffe a réaménagé la place, y compris l'emplacement de l'ancienne gare, pour en faire un vaste parking.

## Service des voyageurs

### Accueil
Halte SNCB, c'est un point d'arrêt non gardé (PANG) à accès libre. Elle est équipée de deux quais avec abris. Il y a un distributeur de titres de transport.
La traversée des voies et le passage d'un quai à l'autre s'effectuent par le passage à niveau routier.

### Desserte
Familleureux est desservie uniquement en semaine par des trains Omnibus (L) et d’Heure de pointe (P) de la SNCB circulant sur la ligne commerciale 117 : 
Toutes les heures circulent des trains L entre Braine-le-Comte et La Louvière-Sud (le premier et le dernier train de la journée sont prolongés de- ou vers Binche) ; aux heures de pointe il existe trois trains P reliant Manage à Braine-le-Comte (le matin) effectuant le trajet inverse l’après-midi. 
Le week-end et les jours fériés, aucun train ne s'y arrête.

### Intermodalité
Un parc pour les vélos (10 + 10) et un parking pour les véhicules (23 + 7) y sont aménagés,. 
Le point d'arrêt est desservi par les bus TEC de la ligne 23/33.

## Comptage voyageurs
Le graphique et le tableau montrent le nombre de passagers qui en moyenne embarquent durant la semaine, le samedi et le dimanche.
| Nombre de voyageurs qui embarquent à la gare de Familleureux | Nombre de voyageurs qui embarquent à la gare de Familleureux | Nombre de voyageurs qui embarquent à la gare de Familleureux | Nombre de voyageurs qui embarquent à la gare de Familleureux |
|                                                              | Semaine                                                      | Samedi                                                       | Dimanche                                                     |
| ------------------------------------------------------------ | ------------------------------------------------------------ | ------------------------------------------------------------ | ------------------------------------------------------------ |
| 1977                                                         | 221                                                          | 29                                                           | 31                                                           |
| 1978                                                         | 192                                                          | 18                                                           | 26                                                           |
| 1979                                                         | 173                                                          | 22                                                           | 19                                                           |
| 1980                                                         | 138                                                          | 16                                                           | 20                                                           |
| 1981                                                         | 177                                                          | 26                                                           | 22                                                           |
| 1982                                                         | 152                                                          | 14                                                           | 23                                                           |
| 1983                                                         | 149                                                          | 21                                                           | 26                                                           |
| 1984                                                         | 171                                                          | 17                                                           | 26                                                           |
| 1985                                                         | 105                                                          | 17                                                           | 11                                                           |
| 1986                                                         | 118                                                          | 15                                                           | 17                                                           |
| 1987                                                         | 119                                                          | 19                                                           | 22                                                           |
| 1988                                                         | 101                                                          | 21                                                           | 16                                                           |
| 1989                                                         | 95                                                           | 16                                                           | 20                                                           |
| 1990                                                         | 96                                                           | 22                                                           | 17                                                           |
| 1991                                                         | 122                                                          | 11                                                           | 10                                                           |
| 1992                                                         | 105                                                          | 16                                                           | 14                                                           |
| 1993                                                         | 85                                                           | -                                                            | -                                                            |
| 1994                                                         | 86                                                           | -                                                            | -                                                            |
| 1995                                                         | 55                                                           | -                                                            | -                                                            |
| 1996                                                         | 69                                                           | -                                                            | -                                                            |
| 1997                                                         | 113                                                          | -                                                            | -                                                            |
| 1998                                                         | 55                                                           | -                                                            | -                                                            |
| 1999                                                         | 59                                                           | -                                                            | -                                                            |
| 2000                                                         | 67                                                           | -                                                            | -                                                            |
| 2001                                                         | 54                                                           | -                                                            | -                                                            |
| 2002                                                         | 55                                                           | -                                                            | -                                                            |
| 2003                                                         | 70                                                           | -                                                            | -                                                            |
| 2004                                                         | 49                                                           | -                                                            | -                                                            |
| 2005                                                         | 66                                                           | -                                                            | -                                                            |
| 2006                                                         | 79                                                           | -                                                            | -                                                            |
| 2007                                                         | 71                                                           | -                                                            | -                                                            |
| 2008                                                         | -                                                            | -                                                            | -                                                            |
| 2009                                                         | 74                                                           | -                                                            | -                                                            |
| 2010                                                         | -                                                            | -                                                            | -                                                            |
| 2011                                                         | -                                                            | -                                                            | -                                                            |
| 2012                                                         | 70                                                           | -                                                            | -                                                            |
| 2013                                                         | 81                                                           | -                                                            | -                                                            |
| 2014                                                         | 83                                                           | -                                                            | -                                                            |
| 2015                                                         | 79                                                           | -                                                            | -                                                            |
| 2016                                                         | 123                                                          | -                                                            | -                                                            |
| 2017                                                         | 89                                                           | -                                                            | -                                                            |
| 2018                                                         | 64                                                           | -                                                            | -                                                            |
| 2019                                                         | 67                                                           | -                                                            | -                                                            |
| 2020                                                         | 47                                                           | -                                                            | -                                                            |
| 2021                                                         | -                                                            | -                                                            | -                                                            |
| 2022                                                         | 106                                                          | -                                                            | -                                                            |
| 2023                                                         | 100                                                          | -                                                            | -                                                            |
| 2024                                                         | 114                                                          | -                                                            | -                                                            |